# شرعية الاحتلال الإسرائيلي لفلسطين
إن شرعية الاحتلال الإسرائيلي لفلسطين، المستمر منذ عام 1967 والذي يعد أطول احتلال عسكري في التاريخ الحديث، هو موضوع حظي باهتمام أقل بكثير من انتهاكات القانون الدولي الإنساني والقانون الدولي لحقوق الإنسان (IHRL) التي حدثت أثناء الاحتلال. وقد وصفت قرارات متعددة للجمعية العامة للأمم المتحدة الاحتلال المستمر بأنه غير قانوني. لقد خلص الاتجاه العام لدراسة القانون الدولي التي تتناول هذه المسألة إلى أنه، بغض النظر عما إذا كان الاحتلال قانونيًا في البداية، فقد أصبح غير قانوني بمرور الوقت. تشمل الأسباب المذكورة لعدم شرعيته استخدام القوة لأغراض غير مسموح بها مثل الضم، وانتهاك حق الفلسطينيين في تقرير المصير، وأن الاحتلال نفسه هو نظام غير قانوني "للاستعباد الأجنبي والسيطرة والاستغلال"، أو مزيج من هذه العوامل. واقترح إيال بنفينستي أن رفض المحتل المشاركة بحسن نية في الجهود الرامية إلى التوصل إلى حل سلمي لا ينبغي اعتباره غير قانوني فحسب، بل يعتبر ضمًا صريحًا. يقول عالم القانون الدولي رالف وايلد:
"الطريقة الشائعة لفهم المدة الممتدة للاحتلال. هي انتهاك طويل الأمد للقانون الدولي".
لكن إسرائيل تنفي أنها تحتل فلسطين وتصر على أن وجودها قانوني.
في 20 أكتوبر/تشرين الأول 2022، أصدرت بعثة الأمم المتحدة الدائمة لتقصي الحقائق بشأن النزاع الإسرائيلي الفلسطيني تقريرًا إلى الجمعية العامة للأمم المتحدة، يدعو مجلس الأمن إلى إنهاء "الاحتلال الدائم" الإسرائيلي، ويدعو الدول الأعضاء في الأمم المتحدة إلى محاكمة إسرائيل. المسؤولين الإسرائيليين. ووجد التقرير "أسبابا معقولة" لاستنتاج أن الاحتلال "أصبح الآن غير قانوني بموجب القانون الدولي بسبب ديمومته" و"سياسات الضم الفعلية" التي تنتهجها إسرائيل. قال رئيس الوزراء الإسرائيلي يائير لابيد إن التقرير "متحيز وكاذب وتحريضي وغير متوازن بشكل صارخ" وغرد قائلاً: "ليس كل انتقاد لإسرائيل معادٍ للسامية، لكن هذا التقرير كتبه معادون للسامية. و هو تقرير معاد للسامية بشكل واضح". قبلت محكمة العدل الدولية طلباً من الأمم المتحدة بشأن التبعات القانونية الناشئة عن سياسات وممارسات إسرائيل في الأراضي الفلسطينية المحتلة بما فيها القدس الشرقية. وحددت المحكمة تاريخ 25 يوليو/تموز 2023 لتقديم البيانات المكتوبة و25 أكتوبر/تشرين الأول 2023 للتعليقات الكتابية اللاحقة على البيانات.

## خلفية
ويعتبر الاحتلال الإسرائيلي لفلسطين الذي بدأ عام 1967 أطول احتلال عسكري في التاريخ الحديث. منذ الانفصال الإسرائيلي عن غزة عام 2005، ساد الرأي السائد بأن غزة لا تزال تحت الاحتلال بموجب القانون الدولي؛ فالاحتلال الإسرائيلي للضفة الغربية هو احتلال مستمر. جادلت إسرائيل بأن حكمها في فلسطين ليس احتلالًا، ولكن أيضًا لأنه لا لوائح لاهاي ولا اتفاقية جنيف الرابعة تحد من مدة الاحتلال أو تتطلب من المحتل إعادة الأراضي إلى صاحب السيادة قبل التوقيع على معاهدة السلام،  وتستشهد بقانون الاحتلال التقليدي كمبرر لشرعية أفعالها. وفقًا للعديد من التفسيرات، قامت إسرائيل بضم أجزاء من فلسطين، بما في ذلك القدس الشرقية، لكن هذا الضم غير قانوني بموجب القانون الدولي بموجب حظر الاستيلاء على الأراضي بالقوة. وقد وُصفت طريقة تعاملها مع مناطق أخرى من الضفة الغربية بأنها ضم فعلي و"ضم زاحف"، تظهر نية نهائية للاستيلاء على المنطقة بشكل دائم. قال التقرير الأول لبعثة الأمم المتحدة الدائمة لتقصي الحقائق بشأن النزاع الإسرائيلي الفلسطيني الصادر في 7 يونيو 2022، إن السبب الجذري للمشاكل يكمن في "الاحتلال الدائم" مع عدم وجود نية لإنهائه وأن وتريد إسرائيل "السيطرة الكاملة" على المنطقة المحتلة. في 11 نوفمبر/تشرين الثاني 2022، أصدرت اللجنة الرابعة للجمعية العامة للأمم المتحدة قرارًا بأغلبية 98 صوتًا مقابل 17 مع امتناع 52 عضوًا عن التصويت، لطلب رأي من محكمة العدل الدولية حول كيفية تأثير "السياسات والممارسات الإسرائيلية" على الوضع القانوني للاحتلال، وما هي الجوانب القانونية العواقب التي ستترتب على جميع الدول والأمم المتحدة من هذا الوضع".وسيتم طرح القرار، الذي أدانته إسرائيل، للتصويت النهائي في الجمعية العامة قبل نهاية العام.

## استخدام القوة
وفقًا للقانون الدولي، فإن الضم ليس دافعًا مقبولاً لاستخدام القوة في القانون الدولي، كما أنه ليس من القانوني الاستيلاء على الأراضي من خلال استخدام القوة. إن الاحتلال الذي يتم الحفاظ عليه بغرض توسيع الأراضي لا يختلف عن الضم الصريح وفقًا للقانون الدولي، فكلاهما غير قانوني. ولذلك لا يجوز لإسرائيل ضم الأراضي الفلسطينية، ولا يجوز لها مواصلة الاحتلال بسبب رغبتها في ضم هذه الأراضي. وتقول إسرائيل إن الاحتلال مبرر كدفاع عن النفس، ولكن لم يكن هناك سوى القليل من التحليل القانوني للاحتلال فيما يتعلق بالقوانين التي تحكم استخدام القوة. لكي يكون الاحتلال قانونيًا، يجب أن يكون استخدامًا مبررًا ومتناسبًا للقوة عندما بدأ وبشكل مستمر من عام 1967 حتى الوقت الحاضر، دفاعًا عن النفس من التهديد الأصلي أو تهديد مماثل.إن شرعية استخدام القوة في الدفاع عن النفس ضد الجهات الفاعلة من غير الدول محل خلاف. يشكك العديد من خبراء القانون الدولي والدول في أن الاحتلال الممتد يمكن أن يكون قانونيًا وفقًا للقانون الدولي. ويشكل الاحتلال غير القانوني عملاً من أعمال العدوان في القانون الدولي ويمكن أن يكون أيضًا جريمة عدوان.
اقترح بعض المعلقين أن الاحتلال الذي كان قانونيًا في البداية سيظل كذلك حتى يتم التوقيع على معاهدة سلام. ومع ذلك، فإن معاهدة السلام ليست مرادفة لغياب التهديد الذي يبرر استخدام القوة دفاعاً عن النفس، والذي بدونه يصبح العدوان العسكري غير قانوني. وبحسب وايلد، "ليس من المعقول اعتبار الاحتلال وسيلة ضرورية ومتناسبة لضمان أمن إسرائيل"، وبالتالي فإن استمرار الاحتلال "كان ولا يزال غير قانوني بموجب قانون استخدام القوة". وقد أدانت العديد من قرارات الجمعية العامة للأمم المتحدة الاحتلال الإسرائيلي لفلسطين باعتباره انتهاكاً للقانون الدولي وميثاق الأمم المتحدة.

## تقرير المصير
إن حق الفلسطينيين في تقرير المصير معترف به دوليا. وبغض النظر عما إذا كانت هناك دولة فلسطينية موجودة حاليا أم لا، فإن السيادة في الأراضي الفلسطينية المحتلة تعود للشعب الفلسطيني. يقول عالم القانون الدولي رالف وايلد: "نظرًا لأن الشعب الفلسطيني لم يوافق على أن تكون كل الأرض الفلسطينية المحتلة أو جزء منها أرضًا إسرائيلية، فإن المطلب الافتراضي لقانون تقرير المصير هو أنه ينبغي تحريره فورًا من العوائق التي تحول دون وصوله إلى إسرائيل". حكم ذاتي"، بما في ذلك إنهاء سريع للاحتلال.

## أطر قانونية أخرى
إن مسألة شرعية الاحتلال منفصلة إلى حد كبير عن انتهاكات القانون الإنساني الدولي والقانون الدولي لحقوق الإنسان التي حدثت أثناء الاحتلال. كما أنه منفصل عن القانون الجنائي الدولي بما في ذلك حدوث جرائم حرب والحجة القائلة بأن سياسات إسرائيل تشكل جريمة فصل عنصري. ووفقاً لوايلد، فإن هذه الانتهاكات لقانون الحرب "تؤدي فقط إلى تفاقم عدم شرعية" الاحتلال. كتبت فالنتينا أزاروفا أن الانتهاكات المنهجية للقانون الدولي الإنساني وحقوق الإنسان تتشابك مع قضية الاحتلال المطول. واقترحت أزاروفا أيضًا أن الاحتلال لفترات طويلة بشكل غير قانوني يمكن أيضًا "معاملته على أنه مظهر من مظاهر الممارسات الاستعمارية المحظورة للهيمنة الأجنبية والقهر السياسي والاستغلال الاقتصادي". وقضى بيان تفسيري صادر عن لجنة حقوق الإنسان التابعة للأمم المتحدة بأن أعمال العدوان التي تتسبب في خسائر في الأرواح تنتهك بطبيعتها الحق في الحياة الذي يكفله العهد الدولي الخاص بالحقوق المدنية والسياسية.
ينظم قانون الاحتلال، باعتباره فرعًا من القانون الدولي الإنساني، سلوك الاحتلال ولكنه لا يتناول مسألة شرعية الاحتلال نفسه. في ورقة بحثية صدرت عام 2005، قال أورنا بن نفتالي، وأيال جروس، وكيرين ميخائيلي، إنه نظرًا لأن الاحتلال يهدف إلى أن يكون مؤقتًا، فإن الاحتلال المطول من شأنه أن ينتهك قانون الاحتلال بطبيعته. وهم يعتبرون الاحتلال الإسرائيلي لفلسطين غير قانوني لهذا السبب وغيره. ووفقاً لجروس، فإن الاحتلال المطول يقوض أيضاً القاعدة التي تقول بأن السيادة لا يمكن أن تستمد من الاحتلال.

## التقييمات الشاملة
في المجلة الأوروبية للقانون الدولي، يقول أردي إمسيس إن "الاحتلال الإسرائيلي أصبح غير قانوني بمرور الوقت لأنه ينتهك ثلاثة قواعد آمرة للقانون الدولي: حظر الاستيلاء على الأراضي بالقوة، والالتزام باحترام حقوق الشعوب".في تقرير المصير والالتزام بالامتناع عن فرض أنظمة استعباد وسيطرة واستغلال للأجانب تعتبر معادية للبشرية، بما في ذلك التمييز العنصري".
يرى فيتو توديشيني أن الطبيعة المطولة وغير المحددة لاحتلال الضفة الغربية، بما فيها القدس الشرقية، تجعله غير قانوني بموجب قانون الحرب والقانون الإنساني الدولي.
وفي عام 2017، قال مايكل لينك، مقرر الأمم المتحدة الخاص المعني بالأراضي الفلسطينية المحتلة، إن الاحتلال الإسرائيلي غير قانوني. وقالت خليفته، فرانشيسكا ألبانيز، إن الاحتلال تجاوز "الخط الأحمر للشرعية" لأنه "بموجب القانون الدولي، فإن الاحتلال مؤقت ومبرر بالضرورة العسكرية ويصب في مصلحة الشعب المحتل".

## عواقب
ووفقا لأزاروفا، "بما أن مجرد وجود مثل هذه الدول المحتلة في الأراضي المحتلة يمثل تهديدا للسكان المدنيين الأصليين في الأراضي المحتلة، فإن المهمة الرئيسية للقانون الدولي هي القضاء على مثل هذه الحالات غير القانونية من خلال إعادة الأراضي المحتلة إلى الوضع الراهن قبل الحرب ". وقد شجعت أزاروفا صناع القرار في الاتحاد الأوروبي على التمسك بالالتزام القانوني بعدم الاعتراف بانتهاكات القانون الدولي - بما في ذلك ضم إسرائيل الفعلي للضفة الغربية - و"إعادة التفكير في نموذج صنع السلام الفاشل".
يقول إمسيس أنه إذا كان الاحتلال عملاً غير مشروع دوليًا، فإن الإنهاء الفوري لهذا الخطأ - بدلاً من انتظار التوصل إلى تسوية عن طريق التفاوض - سيكون الحل الصحيح وفقًا للقانون الدولي بشأن مسؤولية الدولة. ومن وجهة نظره، فإن إجراء المفاوضات أثناء استمرار الاحتلال غير القانوني "يمكن أن يستغله الطرف الأقوى لتعزيز أعماله غير القانونية تحت عباءة الشرعية التي توفرها الأمم المتحدة". وفقًا لمبدأ الضرر الذي لا يلحق بالقانون الدولي، لا يجوز لمنتهك القانون الدولي أن يستفيد من انتهاكاته.
انتقد التركيز على أساليب الاحتلال والقانون الدولي الإنساني والقانون الدولي لحقوق الإنسان لأنه يتجاهل السؤال الأكبر حول ما إذا كان الاحتلال نفسه قانونيًا، أو حتى يضفي الشرعية على الاحتلال نفسه. انتقد التركيز العام على الاحتلال من قبل وايلد وهاني السيد باعتباره يعزز نموذج حل الدولتين، ويمحو مسائل سياسية مهمة مثل عواقب طرد الفلسطينيين وهروبهم عام 1948، واللاجئين الفلسطينيين، ووضع السكان الفلسطينيين في إسرائيل. وغيرها من القضايا ذات الصلة بالصراع الإسرائيلي الفلسطيني.

## روابط خارجية
- المجتمع الدولي وإسرائيل: السماح بالاحتلال الدائم